# James Franco
James Edward Franco (sinh ngày 19 tháng 4 năm 1978) là một diễn viên, đạo diễn, nhà biên kịch, nhà sản xuất phim, giáo viên, nhà văn và nhà thơ người Mỹ. Anh được nhiều khán giả biết đến sau khi vào vai diễn Harry Osborn trong 3 bộ phim Người Nhện (2002-2007). Sau đó, anh tiếp tục trở nên nổi tiếng hơn qua những phim 127 Hours (2010), Rise of the Planet of the Apes (2011), Oz the Great and Powerful (2013), Spring Breakers (2013), và This Is the End (2013).
Nhờ vai diễn trong 127 Hours, Franco đã được đề cử Giải Oscar cho Nam diễn viên chính xuất sắc nhất. Vai diễn trong phim truyền hình James Dean cũng mang về cho anh một giải Quả cầu vàng.

## Tiểu sử

### Thời thơ ấu
Franco sinh ra tại Palo Alto, California, bố anh là Doug Franco và mẹ là Betsy Levine Verne (là một nhà thơ, tác giả và nhà biên tập); bà ngoại của Franco, Mitzi Levine, là người quản lý Phòng Trưng bày Nghệ thuật Verne, một phòng trưng bày nổi tiếng ở Cleveland, Ohio. Cha của Franco mang hai dòng máu Bồ Đào Nha và Thụy Điển, trong khi mẹ anh là người gốc Do Thái, hậu duệ của những người Do Thái di cư từ Bồ Đào Nha sang.
James Franco lớn lên ở California với hai người em trai, Tom và Dave, và tốt nghiệp trường Trung học Palo Alto năm 1996. Khi học cấp hai, anh được cả lớp bầu chọn là cậu bé có "nụ cười tuyệt nhất". Sau đó anh học tại Đại học California, Los Angeles với chuyên ngành tiếng Anh và học diễn xuất. Gặp nhiều phản đối của bố mẹ, anh bỏ học khi đang là sinh viên năm thứ nhất để theo đuổi sự nghiệp diễn xuất chuyên nghiệp cùng Robert Carnegie ở Playhouse West. Sau 15 tháng học tập, anh bắt đầu diễn thử tại Los Angeles và đạt được thành công đầu tiên vào năm 1999, sau khi được chọn vào diễn viên chính trong chuỗi phim truyền hình ngắn là Freaks and Geeks. Franco đã từng phát biểu: loạt phim này đối với anh là "một trong những kinh nghiệm làm việc thú vị" nhất của mình. Franco hiện tại đang hoàn tất chương trình đại học tại Đại học California, Los Angeles.

### Diễn xuất
Bộ phim đầu tiên mà Franco tham gia là phim hài lãng mạn Whatever It Takes (2000). Anh đã gặp Marla Solokoff, bạn gái cũ và là bạn diễn của anh trong phim này. Sau đó, anh được chọn vào vai James Dean trong bộ phim tiều sử cùng tên của đạo diễn Mark Rydell. Vai diễn này đã đem lại cho anh một giải Quả Cầu Vàng, cũng như là đề cử Giải Emmy và Giải Screen Actors Guild. Franco ban đầu được cất nhắc vào vai chính Peter Parker trong phim Người Nhện, tuy nhiên sau đó anh được trao vai Harry Osborn, con trai của tên hung ác Green Goblin. Diễn viên gạo cội Robert De Niro đã chọn Franco diễn vai con trai ông trong bộ phim bi tính City by the Sea.
Phim Người Nhện phần 1,2 và 3, các phim có sự tham gia diễn xuất của James Franco đều được giới giải trí và các nhà phê bình đón nhận rất nồng nhiệt.
Năm 2006, Franco đóng chung với Tyrese Gibson trong phim Annapolis và trở thành người hùng huyền thoại Tristan trong phim Tristan và Isolde, một chuyển thể từ tiểu thuyết Tristan và Iseult. Trong khoảng thời gian này, anh gặp bạn gái hiện tại của mình Ahna O’Reilly. Sau đó, trong quá trình chuẩn bị cho phim Flyboys, phát hành tháng 9 năm 2006, anh được huấn luyện trong đội diễn viên đóng thế vai "The Blue Eyes" và nhận được bằng lái máy bay. Cũng trong tháng này, anh có một vai diễn nhỏ trong The Wicker Man, một phim kinh dị do Nicolas Cage đóng vai chính.
Vai diễn tiếp theo của Franco là Người Nhện 3, công chiếu vào ngày 1 tháng 5 năm 2007. Anh được chọn đóng vai chính trong một số bộ phim phát hành năm 2007 như Pineapple Express, bộ phim mà anh gặp lại êkíp làm phim cũ Freaks and Geeks.
Franco có hai vai diễn nhỏ trong The Holiday và Knocked Up.

### Hội họa
Nghệ thuật, nói cho rõ là Hội họa, là năng khiếu mà Franco đã phát triển từ lúc học trung học khi anh tham gia học ở trường vẽ tư, CSSSA. Franco đã nó rằng hội họa là lối thoát của anh thời trung học, và "thời gian anh vẽ tranh còn lâu hơn thời gian anh đóng phim". Tranh của anh được trưng bày lần đầu tiên tại Phòng Triển lãm Glu tại Los Angeles từ 7 tháng 1 năm 2006 đến 11 tháng 2 năm 2006.

## Sự nghiệp diễn xuất
| Năm  | Tên phim                  | Vai diễn                     | Ghi chú                          |
| ---- | ------------------------- | ---------------------------- | -------------------------------- |
| 1999 | Never Been Kissed         | Jason Way                    |                                  |
| 2000 | Whatever It Takes         | Chris Campbell               |                                  |
| 2001 | James Dean                | James Dean                   | Truyền hình cáp TNT              |
| 2002 | Sonny                     | Sonny Phillips               | Chiếu hạn chế                    |
| 2002 | City By The Sea           | Joey                         |                                  |
| 2002 | Người Nhện                | Harry Osborn                 |                                  |
| 2002 | Deuces Wild               | Tino                         |                                  |
| 2003 | The Company               | Josh                         |                                  |
| 2004 | Spider-Man 2              | Harry Osborn                 |                                  |
| 2005 | The Ape                   | Harry Walker                 | làm thành đĩa                    |
| 2005 | The Great Raid            | Captain Prince               |                                  |
| 2005 | Fool's Gold               | Brent                        | Đạo diễn, viết kịch bản          |
| 2006 | Flyboys                   | Blaine Rawlings              |                                  |
| 2006 | The Holiday               | cameo                        |                                  |
| 2006 | The Wicker Man            | Chàng trai trong quán bar #1 |                                  |
| 2006 | Annapolis                 | Jake Huard                   |                                  |
| 2006 | Tristan & Isolde          | Tristan                      |                                  |
| 2007 | Spider-Man 3              | Harry Osborn / New Goblin    |                                  |
| 2007 | An American Crime         | Dennis                       |                                  |
| 2007 | Knocked Up                | cameo                        |                                  |
| 2007 | Black Water Transit       | Nicky Cicero                 |                                  |
| 2007 | Camille                   | Silias                       |                                  |
| 2007 | The Dead Girl             | Derek                        |                                  |
| 2007 | Finishing the Game        | Rob Force                    |                                  |
| 2007 | Good Time Max             | Max                          |                                  |
| 2008 | The Pineapple Express     | Saul                         |                                  |
| 2008 | Nights in Rodanthe        | Mark Flanner                 |                                  |
| 2010 | 127 Hours                 | Aron Ralston                 | Phim dựa trên câu chuyện có thật |
| 2013 | Oz the Great and Powerful | Oz                           |                                  |
| 2014 | The Interview             | Dave Skylark                 |                                  |